# Love (sång av Elin Ruth Sigvardsson)
"Love" är en sång av Elin Sigvardsson. Den utgavs som singel den 2 juni 2009, men utgör även spår nummer fyra på hennes tredje studioalbum A Fiction, som utkom 2007.

## Låtlista
1. "Love" - 3:23
2. "Love" - 3:46 (akustisk version)

## Listplaceringar
| Lista (2009) | Topplacering |
| ------------ | ------------ |
| Sverige      | 5            |

### Fotnoter
1. ↑  ”Elin Sigvardsson”. Svensk mediedatabas. http://smdb.kb.se/catalog/search?q=elin+sigvardsson+typ%3Afonogram&sort=OLDEST. Läst 28 juni 2012.
2. ↑  Listplacering